# Scheloribates (Topobates) alvaradoi
Scheloribates (Topobates) alvaradoi is een mijtensoort uit de familie van de Scheloribatidae. De wetenschappelijke naam van de soort is voor het eerst geldig gepubliceerd in 1969 door Perez-Inigo.